# Gunung Ntilis
Gunung Ntilis är ett berg i Indonesien.   Det ligger i provinsen Aceh, i den västra delen av landet, 1 600 km nordväst om huvudstaden Jakarta. Toppen på Gunung Ntilis är 2 378 meter över havet.
Terrängen runt Gunung Ntilis är bergig åt nordost, men åt sydväst är den kuperad. Runt Gunung Ntilis är det ganska tätbefolkat, med 67 invånare per kvadratkilometer. I omgivningarna runt Gunung Ntilis växer i huvudsak städsegrön lövskog.